# Dessous-de-plat

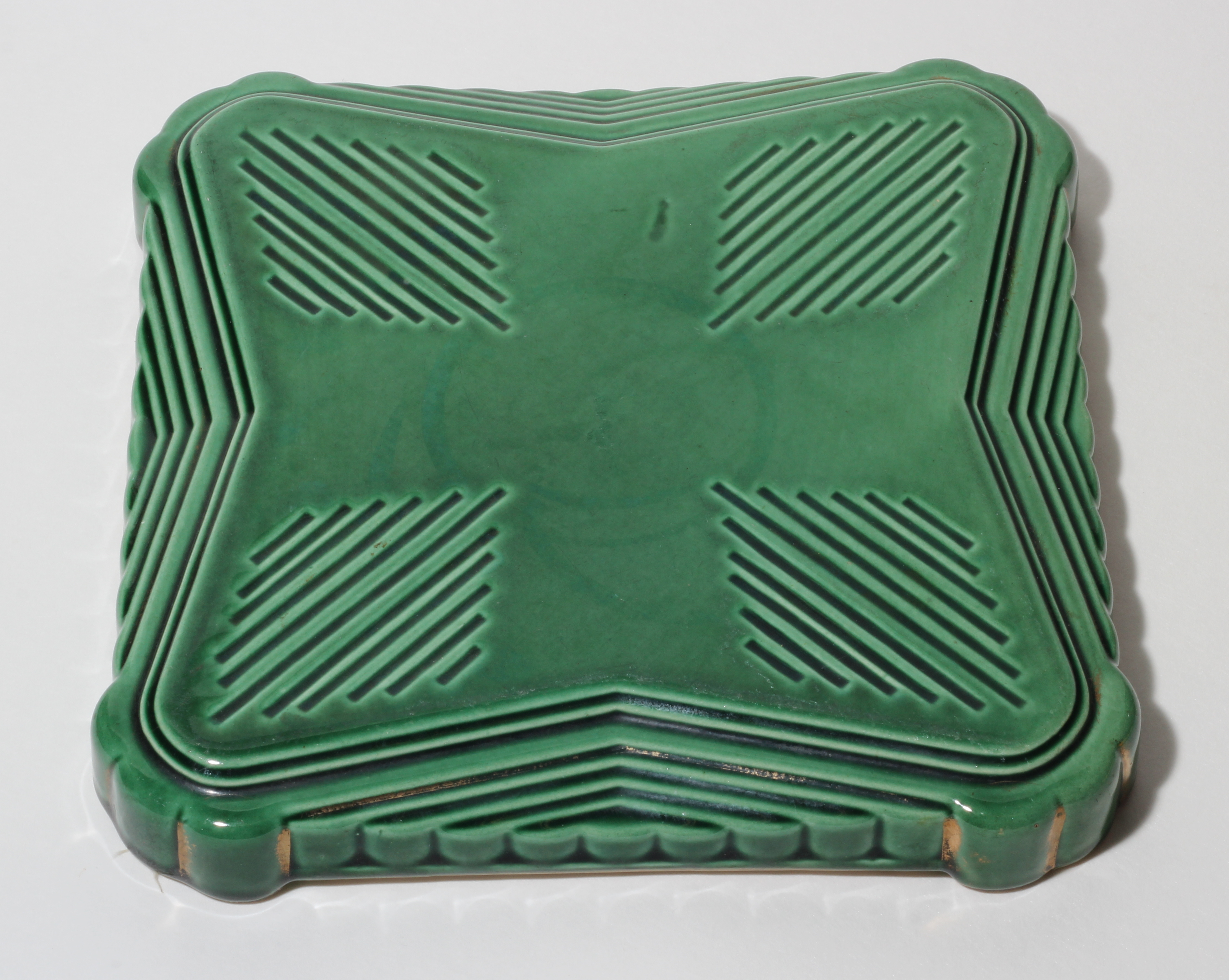
Dessous-de-plat décoratif

Un dessous-de-plat est un support placé sous un récipient chaud pour protéger de la chaleur la surface d'une table de repas, ou la nappe qui la recouvre.
Les dessous-de-plat sont disponibles dans différentes formes et tailles. Les matériaux sont également très variés, allant de ceux en fibres naturelles comme la paille, le liège, l'osier ou l'asphodèle, à des modèles plus modernes en aluminium ou en silicone. 